# Bałahorówka
Bałahorówka (ukr. Балагорівська, także Bałachorówka) – dawna wieś, od 1950 część wsi Hańczarów na Ukrainie w rejonie tłumackim obwodu iwanofrankiwskiego. Stanowi północną część Hańczarowa, w rejonie skrzyżowania ulicy Szewczenka z drogą T0904.

## Historia
Bałahorówka to dawniej samodzielna wieś. W II Rzeczypospolitej stanowiła gminę jednostkową Bałahorówka w  powiecie horodeńskim w województwie stanisławowskim. 1 sierpnia 1934 roku w ramach reformy na podstawie ustawy scaleniowej weszła w skład nowej zbiorowej gminy Obertyn, gdzie we wrześniu 1934 weszła w skład gromady Bałahorówka.
Podczas II wojny światowej w gminie Obertyn w powiecie Kolomea w dystrykcie Galicja; liczba mieszkańców wynosiła 232.
Po wojnie włączona w struktury ZSRR. 25 maja 1950 do włączona do Hańczarowa.